# Bataille de Jhelum
 (avril 2021).
La mise en forme du texte ne suit pas les recommandations de Wikipédia : il faut le « wikifier ».
Les points d'amélioration suivants sont les cas les plus fréquents. Le détail des points à revoir est peut-être précisé sur la page de discussion.
- Les titres sont pré-formatés par le logiciel. Ils ne sont ni en capitales, ni en gras.
- Le texte ne doit pas être écrit en capitales (les noms de famille non plus), ni en gras, ni en italique, ni en « petit »…
- Le gras n'est utilisé que pour surligner le titre de l'article dans l'introduction, une seule fois.
- L'italique est rarement utilisé : mots en langue étrangère, titres d'œuvres, noms de bateaux, etc.
- Les citations ne sont pas en italique mais en corps de texte normal. Elles sont entourées par des guillemets français : « et ».
- Les listes à puces sont à éviter, des paragraphes rédigés étant largement préférés. Les tableaux sont à réserver à la présentation de données structurées (résultats, etc.).
- Les appels de note de bas de page (petits chiffres en exposant, introduits par l'outil «  Source ») sont à placer entre la fin de phrase et le point final[comme ça].
- Les liens internes (vers d'autres articles de Wikipédia) sont à choisir avec parcimonie. Créez des liens vers des articles approfondissant le sujet. Les termes génériques sans rapport avec le sujet sont à éviter, ainsi que les répétitions de liens vers un même terme.
- Les liens externes sont à placer uniquement dans une section « Liens externes », à la fin de l'article. Ces liens sont à choisir avec parcimonie suivant les règles définies. Si un lien sert de source à l'article, son insertion dans le texte est à faire par les notes de bas de page.
- La présentation des références doit suivre les conventions bibliographiques. Il est recommandé d'utiliser les modèles {{Ouvrage}}, {{Chapitre}}, {{Article}}, {{Lien web}} et/ou {{Bibliographie}}. Le mode d'édition visuel peut mettre en forme automatiquement les références.
- Insérer une infobox (cadre d'informations à droite) n'est pas obligatoire pour parachever la mise en page.

Pour une aide détaillée, merci de consulter Aide:Wikification.
Si vous pensez que ces points ont été résolus, vous pouvez retirer ce bandeau et améliorer la mise en forme d'un autre article.
La bataille de Jhelum a eu lieu le 7 juillet 1857 à Jhelum, dans l'Empire des Indes, aujourd'hui Pakistan. La bataille se passe au cours de la rébellion indienne de 1857 (également connue sous le nom de mutinerie indienne).
Une colonne de troupes dirigée par le commandant du 24e régiment de fantassins a été envoyée pour désarmer les unités de l'infanterie indigène du Bengale qui risquaient de se mutiner à Rawalpindi et à Jhelum. À Rawalpindi, le 58e régiment d'infanterie indigène du Bengale est désarmé pacifiquement, mais les deux compagnies du 14e régiment d'infanterie indigène du Bengale résistent à la tentative par la force des armes. Ces deux compagnies sont rapidement vaincues par les Britanniques, les troupes indigènes loyales et la population locale. À Jhelum, également garnie par la 14e, le désarmement simultané fut beaucoup plus violent. Trente-cinq soldats britanniques du 24e régiment d'infanterie (connu plus tard sous le nom de Rorke's Drift) furent tués (ou moururent de leurs blessures) avec un certain nombre de troupes indiennes loyales, par des Cipayes mutinés du 14e régiment d'infanterie indigène du Bengale. Lorsque les mutins réalisèrent qu'ils allaient être désarmés, à l'exception des Sikhs, ils se mutinèrent et se défendirent vigoureusement contre la force qui était arrivée de Rawalpindi pour les désarmer. La nuit suivante, un nombre important de mutins ont réussi à s'échapper, mais la plupart ont ensuite été arrêtés par les autorités du Cachemire, sur le territoire desquelles ils s'étaient échappés.

## Contexte
Le contexte de la mutinerie indienne, ou de la rébellion indienne de 1857 comme on l'appelle également, est complexe et trouve son origine en grande partie dans les membres hindous de l'armée de la Compagnie britannique des Indes orientales de la présidence du Bengale (bien que l'opinion britannique après la mutinerie ait été qu'elle était en grande partie menée par des membres musulmans). Chacune des trois « présidences » en lesquelles la Compagnie des Indes orientales divisait l'Inde à des fins administratives entretenait ses propres armées. Parmi celles-ci, l'armée de la Présidence du Bengale était la plus importante. Contrairement aux deux autres, elle recrutait beaucoup parmi les hindous de haute caste et les musulmans relativement riches. Les musulmans formaient un pourcentage plus important des 18 unités de cavalerie irrégulières de l'armée du Bengale, tandis que les hindous se trouvaient principalement dans les 84 régiments d'infanterie et de cavalerie réguliers. Les Cipayes étaient donc affectés dans une large mesure par les préoccupations des propriétaires terriens et des membres traditionnels de la société indienne. Dans les premières années du règne de la Compagnie, celle-ci tolère et même encourage les privilèges et les coutumes de caste au sein de l'armée du Bengale, qui recrute ses soldats réguliers presque exclusivement parmi les brahmanes et les Rajputs propriétaires terriens du Bihar et de l'Awadh. Ces soldats étaient connus sous le nom de Purbiyas. Lorsque ces coutumes et privilèges ont été menacés par les régimes modernisateurs de Calcutta à partir des années 1840, les Cipayes s'étaient habitués à un statut rituel très élevé et étaient extrêmement sensibles aux suggestions de pollution de leur caste.
Les Cipayes sont également devenus progressivement insatisfaits de divers autres aspects de la vie dans l'armée. Leur solde est relativement faible et après l'annexion de l'Awadh et du Pendjab, les soldats ne reçoivent plus de rémunération supplémentaire (batta ou bhatta) pour leur service dans ces régions, car elles ne sont plus considérées comme des « missions étrangères. » Les officiers européens subalternes s'éloignent de plus en plus de leurs soldats, les traitant souvent comme leurs inférieurs raciaux. En 1856, une nouvelle loi sur l'enrôlement est introduite par la Compagnie, qui, en théorie, rend toutes les unités de l'armée du Bengale susceptibles de servir à l'étranger. Bien que cette loi ne soit censée s'appliquer qu'aux nouvelles recrues, les Cipayes en service craignent qu'elle ne leur soit également appliquée rétroactivement. Un hindou de haute caste qui voyageait dans les conditions exiguës d'un navire de transport de troupes en bois ne pouvait pas faire cuire sa nourriture sur son propre feu, et risquait donc de perdre sa caste à cause de la pollution rituelle.
L'incident qui semble avoir été le véritable point de départ de la mutinerie des unités de l'armée de la Compagnie des Indes orientales est lié à l'émission de nouvelles cartouches pour le fusil de service. Ces cartouches étaient recouvertes de graisse qui, selon la rumeur, était faite de graisse animale, et plus précisément de graisse de bœuf ou de porc. Comme les soldats devaient placer les cartouches dans leur bouche pour les ouvrir et que les vaches étaient considérées comme sacrées par les hindous et les porcs impurs par les musulmans, cette rumeur a suscité l'indignation. Cela a débouché sur une défiance ouverte dans certaines unités et finalement sur une mutinerie très sanglante à Meerut et Delhi.

## Désarmement des unités autochtones
Comme certaines unités se sont ouvertement rebellées et que l'inquiétude s'est répandue, la décision a été prise de désarmer certaines unités du Bengale dont on pensait qu'elles risquaient de se mutiner. Il ne semble pas qu'il s'agisse d'une politique générale au sein de l'armée de la Compagnie des Indes orientales et la décision de désarmer ou non les unités semble avoir été prise au cas par cas au niveau local. Dans certains cas, les tentatives de désarmement d'unités ont mal tourné ou ont été bâclées, comme à Bénarès et Allahabad, entraînant également des révoltes locales. Par conséquent, les ordres de désarmer d'autres unités indigènes du Bengale ont été exécutés avec beaucoup plus de discrétion.

## Déploiement des forces
Afin de ne pas avertir les unités d'infanterie indigène du Bengale à Jhelum ou à Rawalpindi des plans de désarmement, il a été décidé que les deux garnisons seraient désarmées simultanément. Le 1er juillet 1857, une petite force fut envoyée sous le commandement du lieutenant-colonel Charles Ellice (en), composée de trois compagnies du 24e régiment de fantassins (une unité régulière de l'armée britannique plutôt qu'une unité de la Compagnie des Indes orientales), soit 260 hommes au total, de trois canons de la compagnie du capitaine Cooke de l'artillerie à cheval du Bengale (en) et de 150 hommes du bataillon de police de Miller (une unité indienne). Cette force a reçu l'ordre de se rendre sous scellés à Rawalpindi et a été rejointe en route par les levées de Mooltanee sous les ordres du lieutenant Lind. Aucun des officiers ou des hommes ne connaissait la mission pour laquelle ils étaient envoyés et beaucoup avaient supposé qu'ils seraient envoyés à Delhi.
Le matin du 7 juillet, la garnison de Rawalpindi fut appelée à la parade, apparemment pour entendre la lecture des ordres de routine. Les troupes de la garnison étaient alors composées de l'autre moitié du 24th of Foot et du reste de la Cooke's Company de la Bengal Horse Artillery, avec des éléments de la police montée du capitaine Millar, du 58th Bengal Native Infantry et de deux compagnies du 14th Bengal Native Infantry. Pendant l'émission des ordres de routine, le brigadier Campbell de l'Artillerie royale et commandant de la garnison a donné l'ordre de désarmer les deux unités d'infanterie indigène du Bengale. Ceci fut fait à l'insu des officiers britanniques de ces deux unités et tandis que la 58e obéissait aux ordres, les deux compagnies de la 14e prenaient les armes et effectuaient un repli combatif poursuivi par la police montée. Ceux des deux compagnies qui se sont échappés dans la ville ont été capturés par les habitants et leurs têtes ont été remises à la garnison le jour suivant par les habitants.

## La bataille
Le matin du 6 juillet, la force de Charles Ellice arriva à Deenah, à un jour de marche de Jhelum, où il devait ouvrir ses ordres scellés. L'intention de l'expédition étant maintenant claire, Ellice envoya la moitié de ses troupes montées Mooltanee devant la colonne, leur ordonnant de traverser la rivière et de passer par les terres basses et les oueds afin d'éviter d'être détectés et de couvrir ce flanc. Il chevaucha ensuite lui-même jusqu'à Jhelum et rencontra le lieutenant-colonel Gerard, commandant du 14e régiment d'infanterie indigène du Bengale, pour lui indiquer comment il devait coopérer avec sa force le lendemain matin.
Tôt le lendemain (7 juillet), alors que les événements se déroulaient à Rawalpindi, les trois canons de la compagnie du capitaine Cooke de la Bengal Horse Artillery et le reste de la cavalerie de Mooltanee prirent position à droite du cantonnement de Jhelum et coupèrent les lignes de communication. Plus tard dans la matinée, l'infanterie du 24th of Foot est arrivée en se déplaçant à découvert à l'extérieur du cantonnement et a commencé à se déployer en ligne. Le 14e Bengal Native Infantry était à ce stade formé en colonne sur leur place de parade, avec les membres sikhs de l'unité formés sur un côté. En voyant les troupes britanniques arriver en vue, les hommes du 14e ont compris qu'ils étaient sur le point d'être désarmés et ont commencé à charger leurs armes et à se préparer au combat. Leurs officiers européens ont tenté de leur faire des remontrances et de les amener à déposer leurs armes, mais sans succès. Alors que les troupes sikhes et les officiers européens réalisent le danger qu'ils courent, ils commencent à se déplacer rapidement vers le 24e régiment de fantassins, juste à temps pour que les troupes restantes du 14e commencent à ouvrir le feu sur eux.
Les mutins ont commencé à se déployer en position défensive et à bloquer la route principale vers la garnison, mais ils ont été accueillis par une charge de la cavalerie de Mooltanee dirigée par le lieutenant Lind. La charge de la cavalerie a causé un nombre important de pertes parmi les mutins, mais avec le lieutenant Lind tombé (sa monture ayant été abattue sous lui) et le 14e en position défensive forte, la cavalerie n'a pas pu pousser son attaque. En dix minutes, les Mooltanees avaient subi 9 morts, 28 blessés et 60 chevaux tués. L'infanterie de Mooltanee et les hommes du bataillon de police de Millar ont suivi l'attaque soutenue par les canons de l'artillerie à cheval du Bengale mais une impasse s'est ensuivie.
Finalement, Ellice prit 50 de ses hommes du 24e de Foot et les mena dans une charge, espérant prendre d'assaut la position ennemie, et réussit à percer la Quarter Guard des mutins. Ellice tomba pendant la charge (blessé au cou et à la jambe), mais les mutins du 14e Bengal Native Infantry se replièrent dans le camp voisin du 39e Bengal Native Infantry. Les mutins ont ensuite été contraints de se retirer de leur nouvelle position lorsqu'un obus d'artillerie a touché le magasin, provoquant une forte explosion. Environ 300 d'entre eux se sont échappés vers le village voisin de Saemlee et ont préparé de nouvelles positions.
Pendant cette accalmie de la bataille, les hommes du 24e Foot découvrirent le mess du 39e et ses réserves, y compris l'alcool. Après une longue marche, les hommes étaient difficiles à maîtriser et l'ordre fut perdu pendant une brève période, seuls les hommes de l'artillerie à cheval du Bengale et les Mooltanees restant disciplinés et surveillant l'ennemi.
Lorsqu'Ellice se rétablit suffisamment pour prendre le commandement, l'ordre fut rétabli et il ordonna une nouvelle attaque. La police montée et la Cavalerie Mooltanees furent placées sur le flanc gauche du village pour empêcher les mutins de s'échapper et l'artillerie fut ordonnée de se rapprocher du village pour commencer un bombardement à la mitrailleuse. La portée était cependant si proche, et les mutins suffisamment couverts par les bâtiments du village, que les artilleurs commencèrent à subir des pertes sévères, se faisant prendre par les Cipayes ennemis. Le capitaine McPherson, du 24e, tenta de mener une charge pour prendre le village à la baïonnette, mais fut contraint de se retirer.
Les munitions s'épuisant et l'artillerie subissant de lourdes pertes en hommes et en chevaux, Ellice ordonne le retrait. En raison des pertes en chevaux et des dommages, l'un des canons n'a pu être retiré et a été capturé et jeté dans la rivière par les mutins. Comme il se faisait tard, il a été décidé d'attendre le matin pour reprendre l'attaque du village et des piquets ont été installés. Parallèlement, les événements de la journée avaient été télégraphiés à la garnison de Rawalpindi au fur et à mesure qu'ils se déroulaient et un colonel a été envoyé pour remplacer le blessé Ellice et une petite colonne de renforts du 24e a été envoyée sous le commandement du lieutenant Holland.
Le matin, alors que l'attaque devait reprendre, les attaquants ont découvert que le reste des mutins du 14 Bengal Native Infanterie s'était échappé dans la nuit.

## Conséquences
Bien qu'un grand nombre de mutins se soient échappés, ils ne pouvaient pas traverser la rivière facilement, la police du Pendjab ayant sécurisé les principaux points de passage et les bateaux. Ceux qui parvinrent à trouver quelques petites embarcations furent pour la plupart capturés par les Mooltanees qui patrouillaient de l'autre côté de la rivière ou par d'autres troupes plus en aval. Sur les 600 hommes du 14e Bengali Native Light Infantry basé à Jhelum, 100 Sikhs étaient restés loyaux, 150 ont été tués dans les combats, 180 ont été capturés par les forces britanniques ou de l'East India Company et 150 ont été arrêtés par les autorités du Cachemire et remis aux Britanniques. Seuls 50 sont restés introuvables. Le résultat des combats à Jhelum et Rawalpindi fut la destruction de la 14e Infanterie indigène bengalie en tant qu'unité.
Le lieutenant-colonel Ellice a été cité dans les dépêches, a reçu la médaille des mutineries indiennes et a été nommé compagnon de l'ordre du Bain le 1er janvier 1858.
Le succès précoce du 14e régiment d'infanterie autochtone du Bengale devait cependant avoir un effet plus large en envoyant des ondes de choc dans la région et en déclenchant des troubles dans les garnisons voisines.

## Croix de Victoria
L'artilleur William Connolly, un soldat de l'artillerie à cheval du Bengale faisant partie de la force envoyée de Rawalpindi pour désarmer les mutins, a reçu la croix de Victoria lors des combats à Jhelum le 7 juillet 1857.

« Le lieutenant Cookes, de l'artillerie à cheval du Bengale, rapporte que « ce jour-là, à l'aube, j'ai fait avancer ma demi-troupe au galop et j'ai engagé l'ennemi à portée de mousquet. L'épongeur d'un de mes canons ayant été abattu pendant l'avance, l'artilleur Connolly a assumé les fonctions de second épongeur, et il avait à peine assisté à deux décharges de son canon qu'une balle de mousquet dans la cuisse gauche l'a fait tomber au sol ; Nullement découragé par la douleur et la perte de sang, il s'efforçait de reprendre son poste, lorsque j'ai ordonné un mouvement de retraite et, bien que gravement blessé, il est monté sur son cheval dans l'attelage, et a chevauché jusqu'à la prochaine position occupée par les canons, et a courageusement refusé d'aller à l'arrière lorsque la nécessité de le faire lui a été présentée.
Vers onze heures du matin, alors que les canons étaient toujours en action, le même artilleur, alors qu'il épongeait, a de nouveau été renversé par une balle de mousquet qui l'a frappé à la hanche, provoquant ainsi un grand malaise et une perte de conscience partielle, car la douleur semblait excessive et le sang coulait rapidement. En voyant cela, j'ai donné des instructions pour qu'il soit mis hors de combat ; mais ce brave homme, en m'entendant, s'est levé en titubant et a dit : "Non, monsieur, je n'irai pas là-bas tant que je peux travailler ici" ; et peu après, il a repris son poste d'épongeur.
Tard dans l'après-midi du même jour, mes trois canons ont été engagés à 100 verges des murs d'un village avec les défenseurs, à savoir le 14e régiment d'infanterie indigène - des mutins - au milieu d'une tempête de balles qui a fait beaucoup d'effet. L'artilleur Connolly, bien que souffrant gravement de ses deux blessures précédentes, maniait son éponge avec une énergie et un courage qui suscitaient l'admiration de ses camarades, et alors qu'il encourageait joyeusement un blessé à se hâter de remonter les munitions, une balle de mousquet lui déchira les muscles de la jambe droite ; Mais avec la bravoure la plus inébranlable, il a continué à se battre, et ce n'est qu'après avoir chargé six fois que cet homme a cédé, lorsque, à cause de la perte de sang, il est tombé dans mes bras, et je l'ai placé sur un wagon, qui peu après l'a transporté dans un état d'inconscience après le combat. »

Mirza Dildar Baig, également connu sous le nom de Khaki Shah, a participé à la mutinerie de Jhelum et a été célébré plus tard par les nationalistes indiens. Il a été capturé et arrêté avec les autres mutins par les autorités du Cachemire, puis pendu près de la rivière Jhelum. Sa tombe se trouve dans un sanctuaire à Jhelum Dildarnagar, et une petite ville de l'Uttar Pradesh porte également son nom.

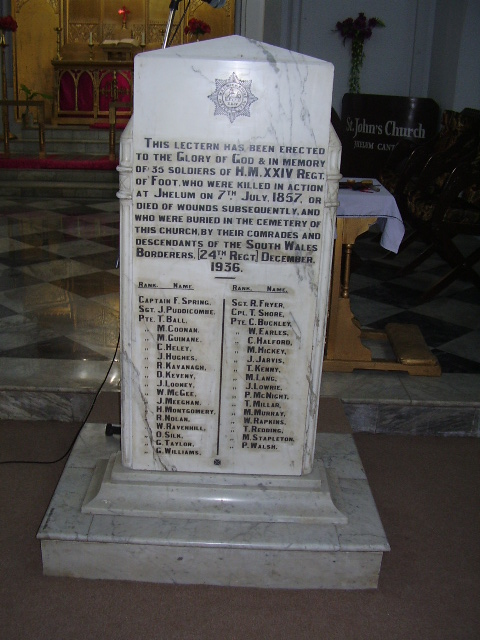
Lutrin en marbre à la mémoire de 35 soldats britanniques tués à Jhelum.

Un lutrin à l'intérieur de l'église St. John's de Jhelum : l'église commémore les 35 soldats du 24e régiment de fantassins tués pendant la mutinerie. Parmi les morts se trouvait le capitaine Francis Spring, le fils aîné du colonel William Spring. L'église St. John's est située dans le cantonnement de Jhelum, qui fait maintenant partie du Pakistan, au bord de la rivière Jhelum. Elle a été construite en 1860 et est un point de repère de la ville. Il s'agit d'une église protestante qui était utilisée pendant la période britannique. Elle est restée fermée pendant quarante ans. Aujourd'hui, elle a été rénovée et ouverte et est presque en bon état.

## Sources
- John Cave-Brown, The Punjab and Delhi in 1857: Being a Narrative of the Measures by which the Punjab was Saved and Delhi Recovered During the Indian Mutiny, Volume 2 (ISBN 9781287739074)